# مشاهدات إلفيس

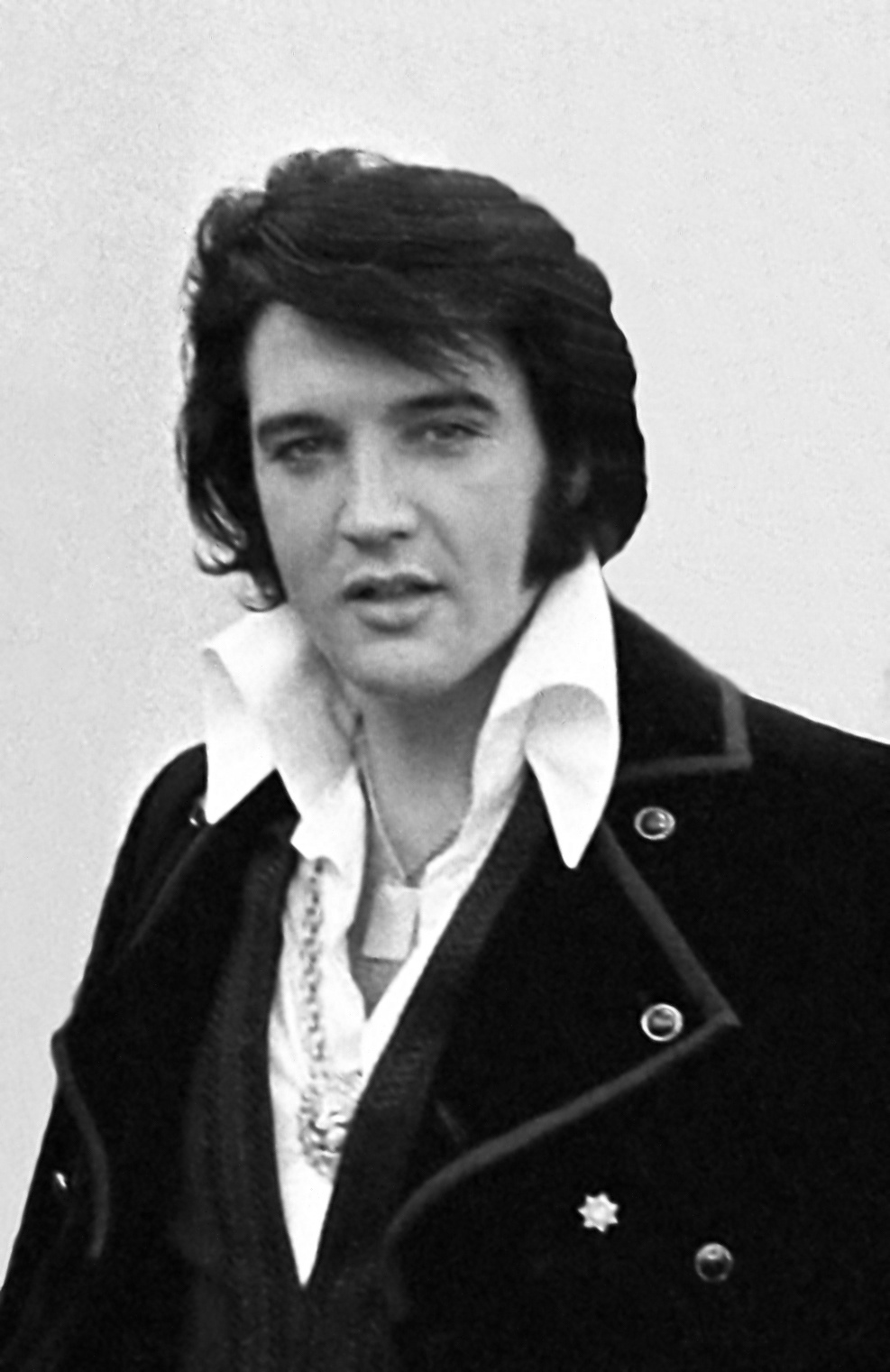
إلفيس بريسلي

أُبلغ عن مشاهدات إلفيس (بالإنجليزية: Elvis sightings)‏ (المغني إلفيس بريسلي) بعد وفاته عام 1977. عُمِّمت نظرية المؤامرة هذه التي تقول إن بريسلي لم يمُت بل إنه مُختبئ في مكان ما، من قِبَل جيل بروير جورجيو وغيره.

## ادّعاءات مشاهدات ملحوظة
أول مشاهدة معروفة لبريسلي كانت في مطار ممفيس الدولي إذ قام رجل ما يشبه بريسلي باستخدام اسم «جون بوروز»، وهو الاسم ذاته الذي كان يستخدمه بريسلي عند حجز الفنادق. إلى جانب سلسلة أخرى من المشاهدات المزعومة التي حدثت في كالامازو في ولاية ميتشجان، في أواخر الثمانينيات. واجهت مثل هذه التقارير، الكثير من السخرية العامة وأصبحت علفًا للمنشورات الفكاهية مثل في مجلة ويكلي وورلد نيوز. في كاليفورنيا، زعم العديد من الناس أنهم قد رأوا بريسلي في حديقة ملاهي ليجو لاند بعد وقت قصير من افتتاحها عام 1999. وقد كُشف عن هذا الأمر لاحقًا ليتبيَّن أن رجلًا ما انتحل شخصية إلفيس كعامل جذب لإحياء ذكرى المغني الشهير.
زُعم أيضًا أن بريسلي ظهر في خلفية مشهد فيلم «وحيد في المنزل» عام 1990. وقيل إنه كان بالإمكان رؤية رجل ملتحٍ يرتدي سترة رياضية من خلف الكتف الأيسر للممثلة كاثرين أوهارا بينما كانت تتجادل مع موظف في شركة طيران أثناء تصوير المشهد. وقد ردَّ بنجامين رادفورد، الباحث في قضية مشاهدات إلفيس، على مؤيدي هذه النظرية قائلًا: «لماذا قد تزيف موتك لتأخذ دور كومبارس في فيلم شعبي؟ كيف لم يلاحظ طاقم العمل وجود أحد أشهر الشخصيات في العالم؟ حتى لو بدا مختلفًا جدًا، هل كان قادرًا على إخفاء صوته أو سلوكه؟». وقد طلب رادفورد البحث عن الممثل الذي قام بذلك المشهد ليُثبت أنه ليس ألفيس بريسلي. وأوضح أن عبء الإثبات يقع على عاتق الشخص الذي تقدَّم بالدعوى. وفي مقابلة مع صحيفة يو إس إيه توداي، أجاب المخرج كريس كولومبوس قائلًا: «لو كان إلفيس موجودًا بين طاقمي، لكنت عرفته على الفور».
بعد طلب رادفورد لتحديد الهوية الحقيقية لذلك الممثل، حقَّق كيني بيدل في الأمر ليجد أن الممثل هو رجل يُدعى جاري ريتشارد غروت، توفي إثر تعرّضه لنوبة قلبية في فبراير عام 2016. تمكّن بيدل من إيجاد ابن غروت، يُدعى رومان، الذي أوضح أن والده كان بالفعل هو الممثل في مشهد المطار من ذاك الفيلم، وبأنه كان على معرفة شخصية بالمخرج كريس كولومبوس. بالإضافة إلى أنه قد سبق له الظهور في عدة أفلام له كممثل كومبارس، بما في ذلك فيلم «وحيد في المنزل».
استُضيف بيل بيكسبي، الممثل الذي شارك دور البطولة مع بريسلي في فيلمي «كلامبيك» و«سبيدواي»، في حلقتين من ضمن البرامج التلفزيونية للتحقيق في هذه المؤامرة هما: ذا إلفيس فايلز (1991) و إلفيس كونسبيراسي (1992). وقد ظهرت نظرية المؤامرة هذه في لعبة فيديو عام 1990، لي مانلي: ابحث عن الملك، حيث يحاول البطل العثور على بريسلي (المعروف في اللعبة باسم «الملك») للفوز بمسابقة تبلغ قيمتها مليون دولار.